# Зеда Лія
Зеда Лія (груз. ზედა ლია) — село в Грузії.
За даними перепису населення 2014 року в селі проживає 402 особи.